# Teucholabis nigroclavaria
Teucholabis nigroclavaria är en tvåvingeart som beskrevs av Alexander 1946. Teucholabis nigroclavaria ingår i släktet Teucholabis och familjen småharkrankar. Inga underarter finns listade i Catalogue of Life.